# Gemelle Dionne

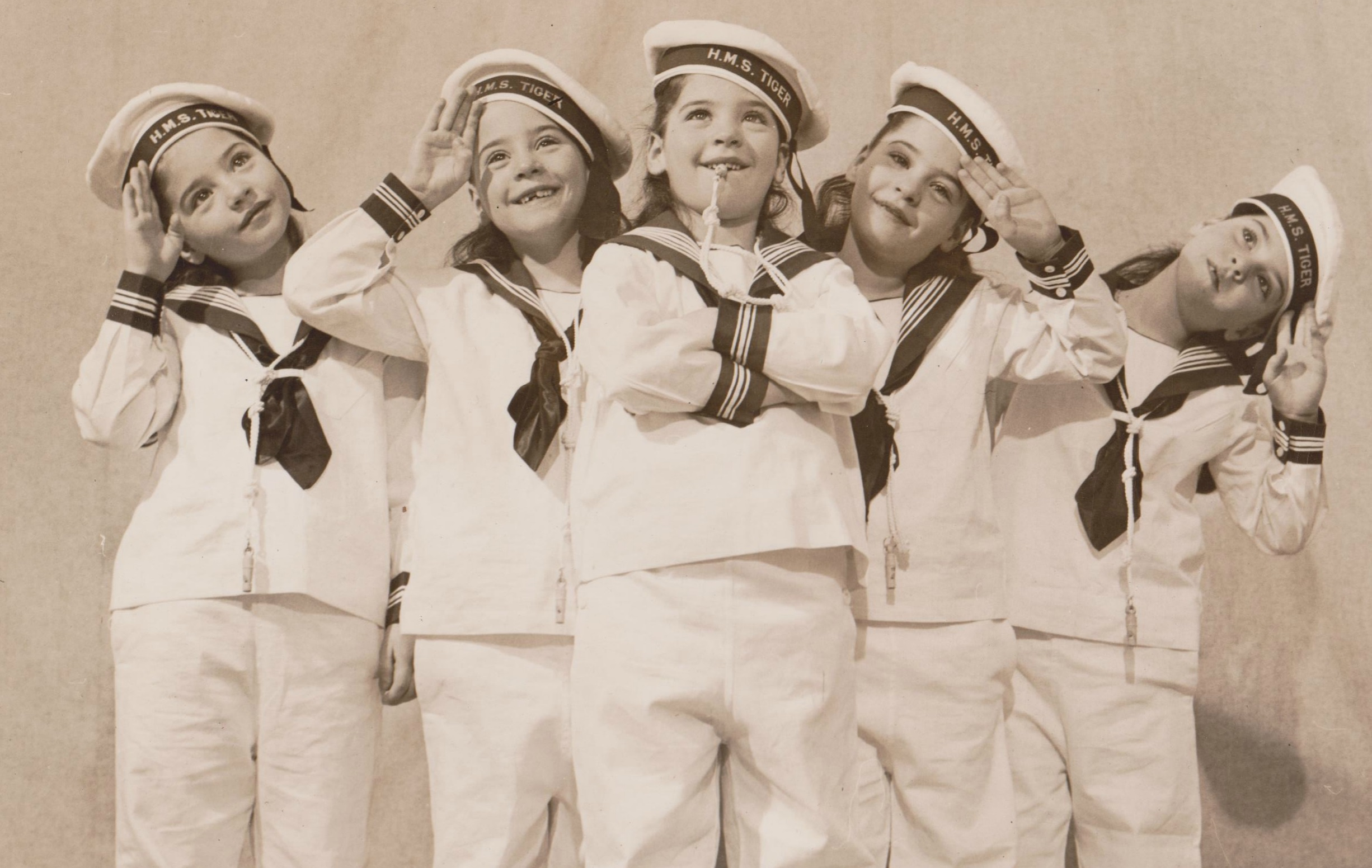
Le cinque gemelle Dionne nel 1940, all'età di sei anni

Le gemelle Dionne erano cinque gemelle omozigote canadesi di nome Émilie Marie Jeanne (m. 1954), Marie Reine Alma (m. 1970), Yvonne Édouilda Marie (m. 2001), Annette Lillianne Marie (vivente) e Cécile Marie Émilda (m. 2025), nate il 28 maggio 1934 nel villaggio di Corbeil, nei dintorni di East Ferris, nell'Ontario, e passate alla storia come le prime sopravvissute al mondo ad un parto plurigemellare, diventando per questo motivo un vero e proprio fenomeno mediatico, che diede loro una fama internazionale.
Alla loro vicenda sono stati infatti dedicati vari studi medici, pubblicazioni e opere artistiche e multimediali e le stesse gemelle furono anche interpreti di alcuni film hollywoodiani.

## Biografia

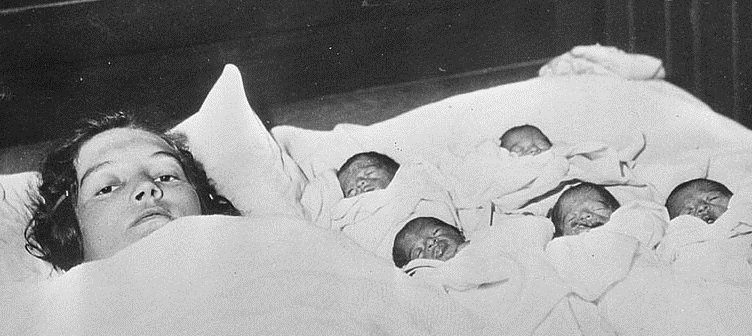
Le cinque gemelle Dionne poco dopo la nascita

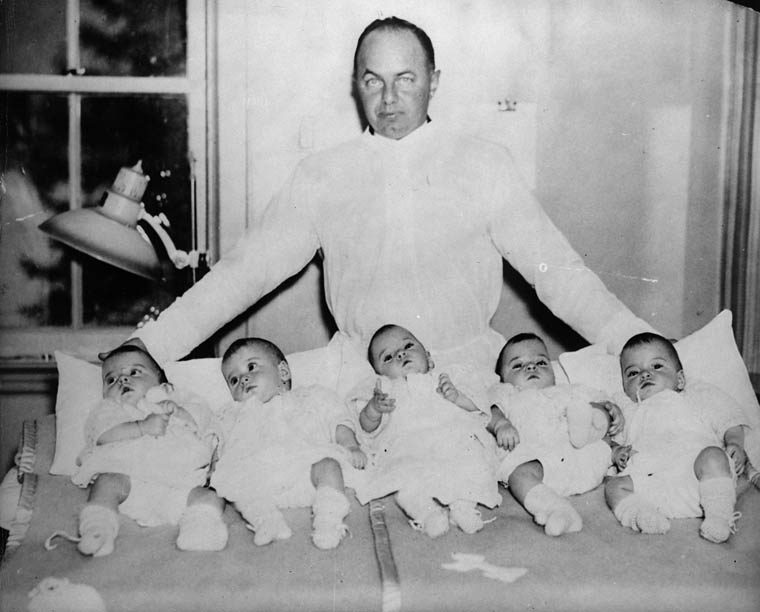
Il primo ministro dell'Ontario Mitchell Hebpurn con le cinque gemelle Dionne

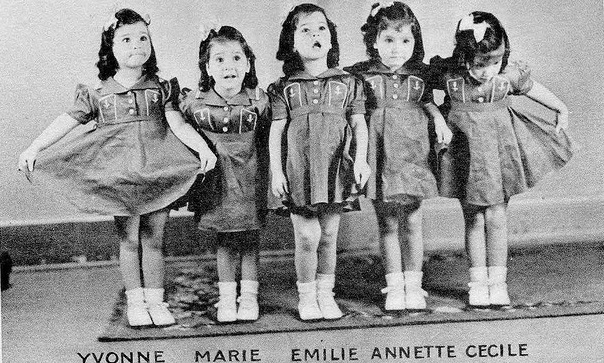
Le gemelle Dionne a quattro anni

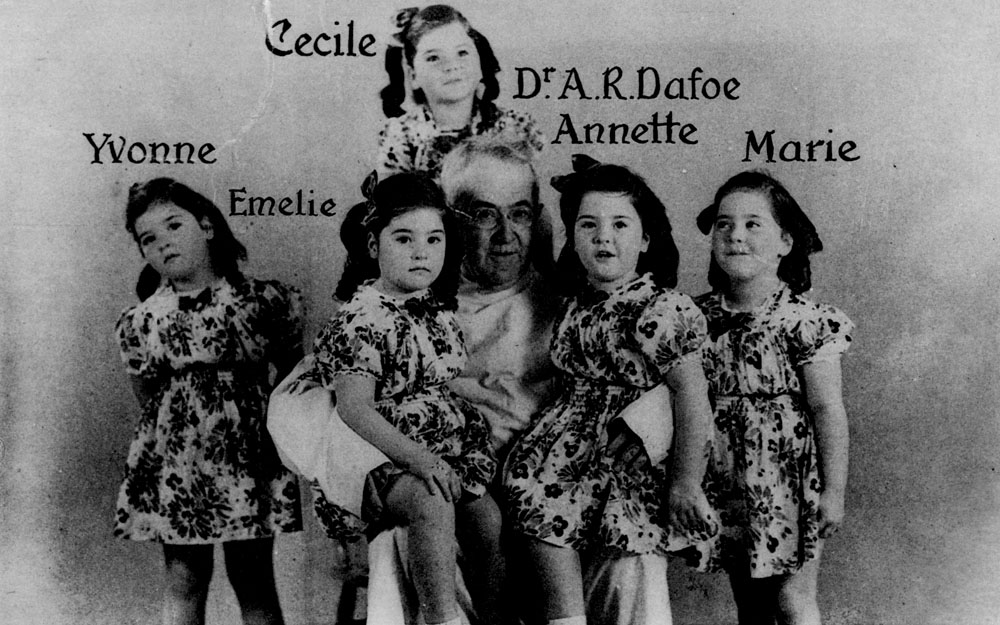
Le gemelle Dionne nel 1939 con il dottor Allan Roy Dafoe

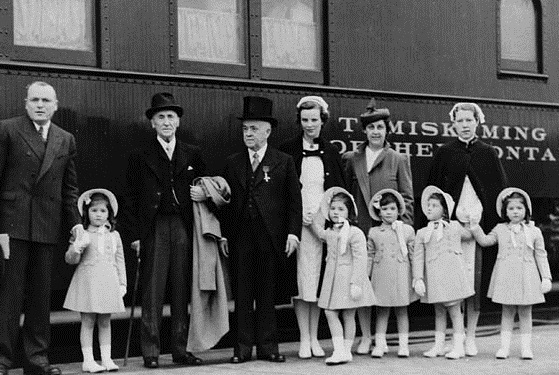
Le gemelle Dionne assieme ai genitori e alle bambinaie nel 1939

Le gemelle Dionne erano figlie della coppia di contadini di Corbeil (municipalità di Callander, Ontario Settentrionale) formata da Oliva-Édouard Dionne ed Elzire Legros, che erano già genitori di quattro figli. Dionne era nato a Corbeil nel 1903 e aveva lavorato per la Canadian Northern Railway.
Le cinque gemelline nacquero il 28 maggio 1934 in una modesta fattoria di Corbeil priva di acqua e di elettricità. A farle venire al mondo furono due donne di mezza età del posto, Donalda Legros e Benoît Lebel, che assistettero alla nascita delle prime due gemelle, e il Dottor Allan Roy Dafoe, direttore di una clinica neonatale, che assistette alla nascita delle altre tre: la prima a nascere fu Marie Dionne.
Le gemelle Dionne erano nate premature di due mesi e pesavano meno di 1 kg: la più gracile pesava 1 libbra e 8,5 once, la più "corpulenta", Marie, 2,5 libbre (o 3 libbre e 4 once, secondo un'altra fonte) e il loro peso in totale arrivava a 13 libbre e 16 once. Per questi motivi, il Dottor Dafoe si mostrò inizialmente scettico riguardo alle possibilità di sopravvivenza delle cinque gemelline.
Per accudire le gemelline, furono ingaggiate dal Dottor Dafoe varie infermiere del posto, mentre la madre Elzire, che era molto debilitata dopo il parto, veniva accudita in una camera a parte, nella quale era stata ricavata una fessura nella parete affinché potesse vedere le figlie standosene nel proprio letto. Alle bambine fu insegnato a parlare inglese, nonostante i genitori fossero di madrelingua francese.
Subito dopo la nascita, le gemelle Dionne furono accolte dall'opinione pubblica canadese in modo entusiasta, tanto da essere ribattezzate, in un periodo falcidiato dalla Grande depressione, come le "bambine del miracolo" e la piccola cittadina di Corbeil fu letteralmente invasa dai giornalisti. In onore delle gemelline Dionne, fu composta anche una ninna-nanna, le cui parole erano Vesperbells are ringing, angel voice are singing, Quintuplets your lullaby.
Il padre delle gemelline, Oliva-Édouard, per poter far fronte alle spese, stipulò un contratto con dei promotori di Chicago, che gli avrebbe garantito una rendita di 250 dollari per 30 settimane se avesse accettato di presentare le figlie all'Esposizione universale di Chicago: soltanto il giorno dopo la firma, stracciò però il contratto.
Nel frattempo, il governo faceva sempre più pressione affinché la cinque gemelline, nate in una famiglia non abbiente, venissero affidate in adozione. E ad appena un anno d'età, nel 1935, le gemelline furono sottratte ai propri genitori per via dei loro problemi finanziari e la loro custodia venne assegnata al Dottor Dafoe; per provvedere al sostentamento e all'educazione scolastica delle gemelle, venne istituito il Dionne Quintuplets Guardianship Act
Le gemelle vennero così trasferite al Dafoe Hospital and Nursery, dove erano ospitate in un'ala progettata dallo stesso Dottor Dafoe. Nei sette anni di permanenza nell'ospedale, tra il 1936 e il 1943, le gemelline furono sottoposte a vari test clinici e psicologici, che venivano effettuati senza il consenso dei genitori; il Dottor Dafoe le fece inoltre diventare testimonial pubblicitarie per i propri prodotti.
Inoltre, venne realizzato nei pressi dell'ospedale un parco dedicato alle gemelle Dionne chiamato "Quintland", dove i visitatori avevano anche la possibilità di vedere le bambine attraverso un vetro: il parco, definito da Dafoe "l'ottava meraviglia del mondo", divenne una delle maggiori attrazioni dell'Ontario, superando anche per numero di visitatori le cascate del Niagara (si calcola che i visitatori fossero mediamente circa 6.000 al giorno e che in totale circa 3 milioni di persone ebbero modo di vedere le gemelline "dal vivo"), e garantì allo Stato canadese entrate pari a 500 milioni di dollari. Lo stesso padre delle gemelle aprì nell'area del parco un chiosco di souvenir, dove vendeva foto autografe delle gemelle e amuleti per la fertilità.
In quel periodo, le gemelline furono anche interpreti di tre film per la 20th Century Fox, quali  Il medico di campagna  (The Country Doctor; 1936),  Reunion  (1936)  e  Five of a Kind  (1938). Nel film Five of a Kind, diretto da Herbert I. Leeds, le gemelle Dionne interpretarono la parte delle gemelline Wyatt.
Nel frattempo, le bambine frequentavano una scuola cattolica-francese: la loro prima istitutrice fu Gaétane Vézina.
La famiglia Dionne riottenne quindi la custodia delle gemelle nel 1943, ovvero quando le bimbe avevano 9 anni. La famiglia Dionne, che aveva anche riottenuto i propri fondi fiduciari andò a trasferirsi in una casa di lusso, situata nei pressi di Quintland, e provvista di venti stanze.
Le cinque gemelline trascorsero tuttavia poco tempo in quella casa e venivano spesso affidate ad altre persone o mandate dai genitori in tournée. Nei periodi trascorsi nella casa nei pressi di Quintland venivano invece costrette dai genitori a lavorare duramente; inoltre, come dichiarato da loro in seguito, sarebbero state molestate sessualmente dal padre, quando avevano 13 anni.
In quel periodo, segnatamente nel 1951, le gemelle Dionne, all'epoca diciassettenni, ebbero l'onore di incontrare la regina Elisabetta d'Inghilterra.
All'età di 18-19 anni, raggiunta la maggiore età, le gemelle lasciarono la casa dei propri genitori per costruirsi una vita indipendente e lontana dai riflettori.
Così Émilie, che sarebbe morta due anni dopo, si fece suora, Yvonne divenne dapprima scultrice e poi bibliotecaria, mentre Marie, Annette e Cécile scelsero una vita da mogli e madri. Cécile Dionne diede al mondo due gemelli, uno dei quali morì ad appena 15 mesi.
Nel 1967, Annette Dionne, in un'intervista rilasciata al giornale The Canadian, parlò per la prima volta di abusi sessuali da parte del padre.
Nel 1995, le tre sorelle sopravvissute, Annette, Cécile e Yvonne Dionne, denunciarono di aver subito da piccole abusi sessuali e psicologici: ciò provocò loro in seguito disturbi bipolari e problemi di alcolismo. Per questo motivo, tre anni dopo, ottennero da parte dello stato dell'Ontario un indennizzo pari a circa 4 milioni di dollari (o poco meno di 3 milioni, secondo altre fonti).
Delle cinque gemelle Dionne, solo Annette è ancora in vita.  Émilie Dionne è morta il 6 agosto 1954 a Sainte-Agathe-des-Monts, nel Québec, all'età di vent'anni per un attacco epilettico, Marie Dionne è mancata il 27 febbraio 1970 a Montréal a 35 anni per un aneurisma,  mentre Yvonne Dionne è morta di cancro il 23 giugno 2001 a Montréal a 67 anni e Cecile nel 2025 a 91 anni dopo una lunga malattia.

## Filmografia
- Il medico di campagna (The Country Doctor), regia di Henry King (1936)
- Reunion, regia di Norman Taurog (1936)
- Five of a Kind, regia di Herbert I. Leeds (1938)

## Le gemelle Dionne nella cultura di massa

### Arte

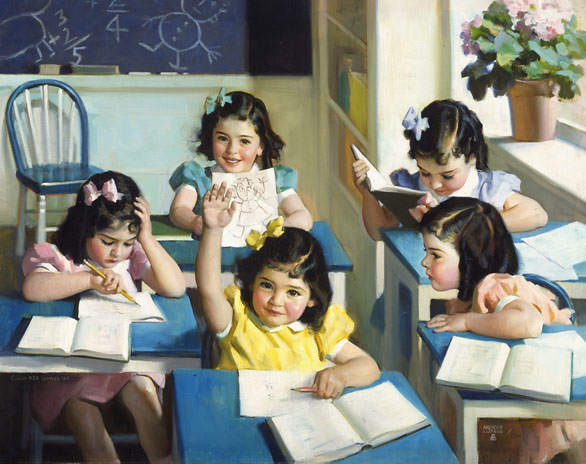
Il dipinto di Andrew Loomis Dionne Quintuplets - School Days (1938)

- Le gemelle Dionne furono tra gli anni trenta e la metà degli anni cinquanta il soggetto di vari dipinti e illustrazioni per calendari firmati da Andrew Loomis[11]
- Le gemelle Dionne furono raffigurate in alcuni calendari della fine degli anni trenta da Gil Elvgren[11]

### Letteratura
- La storia delle gemelle Dionne è stata raccontata nel 1996 nella biografia The Family Secrets[10]
- La storia delle gemelle Dionne è stata raccontata nel 1999 nella biografia The Dionnes, scritta dalla giornalista Ellie Tesher[7]

### Televisione
- Alla vicenda delle gemelle Dionne è dedicata la miniserie televisiva canadese diretta da Christian Duguay Million Dollar Babies[12][14]